# 成秋明

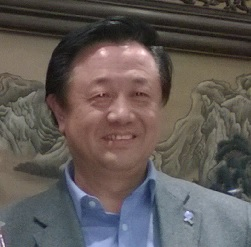
摄于2017年

成秋明（1960年3月—），山西太谷人，中国数学地质、矿产普查与勘探专家，中国地质大学（北京）教授，教育部长江学者特聘教授。2019年当选为中国科学院院士。

## 生平
1978年10月考入河北地质学院（现河北地质大学）水文地质与工程地质系。1979年2月受委派，进入长春地质学院（现吉林大学）学习。1982年和1985年分获长春地质学院学士和硕士学位。1994年毕业于加拿大渥太华大学，获地学博士学位。
2012年任国际数学地球科学协会（IAMG）主席。2016年国际地质科学联合会（IUGS）主席。